# Неврит
Неври́т (от др.-греч. νεῦρον — «нерв») — воспалительное заболевание периферических нервов, при котором наряду с болью выявляются так называемые выпадения, то есть утрата или снижение чувствительности, а также параличи и парезы.

## Причины невритов
Невриты могут быть вызваны самыми различными причинами: например, в возникновении неврита лицевого нерва имеют значение воспаление среднего уха (отит), инфекционные агенты (например, вирус опоясывающего лишая, бактериальные токсины (дифтерия)), травмы, а также простудные и т. п. факторы.

## Полиневриты
Особую форму невритов составляют полиневриты, при которых в болезненный процесс вовлекаются многие нервы. Некоторые полиневриты вызываются нейротропным вирусом и обычно сопровождаются одновременным поражением спинномозговых корешков (полирадикулоневрит), нередко спинного и даже головного мозга. Наиболее частой причиной полиневритов выступают хронические экзогенные (алкоголь, токсин ботулизма, свинец и т. д.) и эндогенные (диабет, уремия) интоксикации. У больных наблюдаются боли в конечностях, мышечная слабость, расстройства чувствительности, атрофии и парезы мышц, изменение цвета кожных покровов, потливость, зябкость и т. д., причём эти изменения выражены преимущественно в области кистей и стоп.

## Лечение
Терапия основного заболевания, антибиотики, обезболивающие и успокаивающие средства, витамины группы B, физиотерапия.
При невритах лицевого нерва назначают грязевые аппликации через 3—4 месяца от начала заболевания по сегментарно-рефлекторному методу больным с парезами, параличами и контрактурами мышц лица.

## Неврит в ветеринарии
Он возникает в связи с инфекционными болезнями, вызываемыми нейротропными вирусами и бактериями. Реже они бывают физико-химического, травматического или аллергического происхождения. Нервы при воспалении неравномерно покрасневшие, набухшие, увеличены.